# Major Zsolt
Major Zsolt (Szőny, 1958. szeptember 22. –) magyar színész. 

## Életpályája
Szőnyben született, 1958. szeptember 22-én. 1977-től a Nemzeti Színház stúdiójának tagja volt. 1980-ban színészként a Színház- és Filmművészeti Főiskolán végzett, és a Miskolci Nemzeti Színházhoz szerződött. 1985-ben vendégként a győri kisfaludy Színházban játszott. 1988-tól 2001-ig a zalaegerszegi Hevesi Sándor Színház színésze volt. 1983-től rendszeresen szerepelt a Kőszegi Várszínházban is. 2015-től a Soproni Petőfi Színház társulatának tagja.

## Fontosabb színházi szerepei
- William Shakespeare: Romeo és Júlia... Escalus, Verona hercege
- William Shakespeare: Macbeth... Seyton, Második látomás
- William Shakespeare: A makrancos hölgy... Nátán; Kalapos
- William Shakespeare: Vízkereszt, vagy bánom is én... Pap
- Molière: Az úrhatnám polgár... Zenetanár
- Molière: Dandin György... Miki
- Molière: Nők iskolája... Enrique
- Molière: A fösvény... Rendőrbiztos
- Arisztophanész: A Gazdagság... Hermész, az istenek hírnöke
- Plautus: A hetvenkedő katona... Pleusicles, athéni ifjú, Philocomasiumot szereti
- Victor Hugo – Tömöry Péter – Kemény Gábor: A notre-dame-i toronyőr... Phoebus, őfelsége testőrkapitánya
- Edmond Rostand: Cyrano de Bergerac... Első Marquis
- Henrik Ibsen:	Ha mi holtak feltámadunk... Lars, szolga
- Thomas Mann: Mario és a varázsló... Rátarti úr
- Ion Luca Caragiale: Farsang... Rendőrbiztos, pincér
- Donato Giannotti: A vén szerelmes... Donnino (szolga)
- Anthony Marriott – Alistair Foot: Csak semmi szexet kérem, angolok vagyunk!... Brian
- Murray Schisgal: Szerelem, ó!... Milt
- Horace McCoy: Kalifornia Blues... Pedro
- Giulio Scarnacci – Renzo Tarabusi: Kaviár és lencse... Alfonso Chioccia
- Romain Rolland: A szerelem és a halál játéka... Horace Bouchet
- Heinrich Böll – Bereményi Géza: Katharina Blum elvesztett tisztessége... Peter Hach, államügyész
- Georges Feydeau: A férj vadászni jár... Bridois, rendőrfelügyelő
- Neil Simon: A furcsa pár... Vinnie
- Neil Simon: Sweet Charity... Herman
- Dóczy Lajos: Csók... Sobrinus
- Csiky Gergely: A nagymama... Ernő
- Tóth Ede: A falu rossza... Első cigány
- Nagy Ignác: Tisztújítás... Damázsdi
- Molnár Ferenc: Liliom... Dr. Reich
- Molnár Ferenc – Kocsák Tibor – Miklós Tibor: A vörös malom... Férj
- Márai Sándor:	A gyertyák csonkig égnek... Inas
- Németh László: Széchenyi... Görgen, főorvos
- Illyés Gyula: Szélkötő kalamona... Durmoly, az ördögök királya
- Örkény István: Tóték... Tomaji plébános
- Sarkadi Imre: Kőműves Kelemen... Benedek
- Rejtő Jenő – Varga Róbert: Rejtő-kabaré Plusz... szereplő
- Illés Endre – Vas István: Trisztán... Arundel, Marke bárója; Pleherin, Keireddin bárója
- Spiró György: Kőszegők... Pap
- Müller Péter: Búcsúelőadás... Cavalcanti
- Páskándi Géza: Isten csalétkei - II. Rákóczi Ferenc... Bolondember
- Székely János: Caligula helytartója... I. Agrippa, Palesztina királya
- Sík Sándor: István király... Buda úr
- Katona Imre: Isten komédiása... Pietro Cattani; Az őrült; A rabló
- Zalán Tibor: Mr. Pornowsky előkerül... Bosey a csapos
- Békeffi István: Janika... Adorján, színigazgató
- Frederick Loewe – Alan Jay Lerner: My Fair Lady... Freddy, Mrs. Eynsford Hill fia; Jamie
- Joseph Stein – John Kander – Fred Ebb: Zorba... III. Moira (Atroposz)
- Dale Wasserman – Mitch Leigh: La Mancha lovagja... Az atya
- Dale Wasserman: Kakukkfészek... Turkle ápoló
- Elton John – Tim Rice: Aida... Amonasro
- Eric Charden – Guy Bontempelli: Mayflower... Ted, skót
- Lajtai Lajos – Békeffi István: A régi nyár... ifj. Jankovics János
- Békeffi István – Stella Adorján: Janika... Adorján, színgazgató
- Szirmai Albert – Bakonyi Károly – Gábor Andor: Mágnás Miska... Eleméry Tasziló
- Tamási Áron – Szarka Gyula: Ördögölő Józsiás... Kámzsa, égi mester
- Szarka Gyula – Szálinger Balázs:	Zenta, 1697... Pap
- Dömötör Tamás: Czukor Show... Biztonsági őr
- Papp Gyula – Demjén Ferenc – Sárdy Barbara: Ármány & szerelem... Szolga
- Dés László – Nemes István – Böhm György – Korcsmáros György – Horváth Péter:	Valahol Európában... Tanító
- Presser Gábor – Sztevanovity Dusán – Horváth Péter: A padlás... Barrabás; Révész; Témüller, önkéntes
- Déry Tibor – Pós Sándor – Presser Gábor – Adamis Anna: Képzelt riport egy amerikai popfesztiválról... Manuel
- Ifj. Johann Strauss: Egy éj Velencében... Delaqua, velencei szenátor
- Eisemann Mihály – Szilágyi László: Én és a kisöcsém... Ifjabb Andersen úr, a nagy dán tápszergyáros fia
- Zerkovitz Béla – Szilágyi László: Csókos asszony... Salvator, főkomornyik
- Kálmán Imre: Csárdáskirálynő... Ferdinánd főherceg
- Kálmán Imre: Zsuzsi kisasszony... Dinnye
- Ábrahám Pál:	Bál a Savoyban... Riporter, műsorvezető
- Huszka Jenő: Mária főhadnagy... Jancsó Bálint
- Rudyard Kipling – Dés László – Békés Pál – Geszti Péter: A dzsungel könyve... Akela
- Bergendy István – Csukás István: Mesélj, Münchhausen!... Fél-ló II.; Lámpás Kutya; Messzefülelő; Dömötör, Szörny IV.
- Gabnai Katalin: A mindentlátó királylány... Király, Tüskerózsa apja
- Jékely Zoltán: Mátyás király juhásza... Mátyás király; Fakácius tudós
- Lázár Ervin: Dömdödöm (A hétfejű tündér)... Bruckner Szigfrid

## Filmek, tv
- Lear király (színházi előadás tv-felvétele, 1981)
- Szomszédok (sorozat)

- 323. rész (1999) ... csapos
- Hacktion: Újratöltve (sorozat)

- Vissza az iskolapadba (2013) ... Várhegyi, az iskola igazgatója
- Doktor Balaton (sorozat)

- 28. rész; 32. rész (2021) ... Orvos